# District de Sivasagar
Le district de Sivasagar ou district de Sibsagar (assamais : শিৱসাগৰ জিলা) est une zone administrative de l’État d’Assam en Inde.

## Géographie
Le centre administratif du district est situé à Sivasagar. 
Le district s’étend sur une superficie de 2 668 km2 et sa population atteint en 2011 1 151 050 personnes.
Il est bordé au nord par le Brahmapoutre.
Sont célèbres le lac de Borpukhuri, le temple de Sibodol à Sivasagar, le Rang Ghar, le lac Joysagar à Sivasagar, le Talatol Ghar.